# الأراضي السلوفينية في الحرب العالمية الثانية
بدأت الحرب العالمية الثانية في الأراضي السلوفينية في أبريل 1941 واستمرت حتى مايو 1945. كانت الأراضي السلوفينية في وضع فريد خلال الحرب العالمية الثانية في أوروبا، حيث شاركت اليونان فقط تجربتها في التثليث، ومع ذلك، كانت درافا بانوفينا ( سلوفينيا الحالية تقريبًا) هي المنطقة الوحيدة التي شهدت خطوة أخرى - الضم إلى ألمانيا النازية المجاورة، إيطاليا الفاشية والمجر.  تم تقسيم الأراضي المستعمرة السلوفينية إلى حد كبير بين ألمانيا النازية ومملكة إيطاليا، مع احتلال أراضي أصغر حجماً من قبل المجر ودولة كرواتيا المستقلة.

## الاحتلال والمقاومة والتعاون والحرب الأهلية وعمليات القتل التي تلت الحرب
في 6 أبريل 1941، تم غزو يوغوسلافيا من قبل قوى المحور. في ذلك اليوم، احتلت ألمانيا النازية جزءًا من الأراضي التي استقرت فيها سلوفينيا. في 11 أبريل 1941، احتلت إيطاليا والمجر أجزاء أخرى من الإقليم. احتل الألمان منطقة كارنيولا العليا، والستريا السفلى، والجزء الشمالي الغربي من بريكموري والجزء الشمالي من كارنيولا السفلى. احتل الإيطاليون كارنيولا الداخلية، غالبية كارنيولا السفلى وليوبليانا، في حين احتل المجريون الجزء الأكبر من بريكموري، والتي كانت قبل الحرب العالمية الأولى تنتمي إلى المجر. كانت مقاومة جيش مملكة يوغوسلافيا ضئيلة. في عام 2005، نشر المؤلفون السلوفينيون لأول مرة معلومات عن ست قرى في كارنيولا السفلى تم ضمها من قبل دولة كرواتيا المستقلة، ومؤرخ مقيم في ماريبور قام أولاً بنشر بحث أصلي حول هذا الموضوع في عام 2011، ولكن لا يزال من غير الواضح سبب وجود قرى درافا بانوفينا. المحتلة خلافا للمعاهدة الألمانية الكرواتية المعروفة. 